# اندیس آدربلندان
آدربلندان یک اندیس فلزی است که در حوالی شهر خضرآباد استان یزد قرار دارد و مادهٔ معدنی موجود در آن، مس است.سنگ میزبان این اندیس گرانیت است و دیرینگی آن به دوران پالئوژن می‌رسد. در این اندیس، پاراژنز‌های طلا، مگنتیت و گوتیت یافت می‌شوند.